# ساتورين ألاجبي
ساتورين ألاجبي لاعب كرة قدم  إسترالي يلعب مع نادي ملبورن فيكتوري. 